# Hipogeu de Epinico
Hipogeu de Epinico ou Tumba de Epinico, por vezes também identificado como Hipogeu de Epinico e Primitiva, é um antigo sepulcro romano localizado na Via Giuseppe Ravizza, 12, no quartiere Gianicolense de Roma, perto da chamada "Túmulo da Garça".

## História
Seu nome é uma referência ao nome do proprietário do sepulcro e de sua esposa. No local foi descoberto um mosaico de boa fabricação com uma inscrição. Este sepulcro,  dadas as escassas informações disponíveis, provavelmente só é acessível para estudiosos por causa do difícil percurso de ingresso e de uma certa fragilidade da estrutura. Como o Túmulo da Garça, esta só sobreviveu ao preenchimento de cimento que arruinou a área porque não está no interior de um terreno privado, mas sob uma via pública: a Via Giuseppe Ravizza. A tumba está sob os cuidados da Superintendência Arqueológica de Roma.